# Darius Garland
Darius Kinnard Garland, né le 26 janvier 2000 à Gary dans l'Indiana, est un joueur américain de basket-ball évoluant au poste de meneur dans l'équipe des Cavaliers de Cleveland au sein de la National Basketball Association (NBA). 
Il mesure 1,85 m et devient All-Star pour la première fois en 2022.

## Biographie

### Carrière universitaire
Lors de son cursus universitaire avec les Commodores de Vanderbilt, il se blesse en cours de saison et ne joue que cinq matchs. Le 22 janvier 2019, il quitte les Commodores pour mieux se préparer à la draft.

### Carrière professionnelle

#### Cavaliers de Cleveland (depuis 2019)
Il est choisi en 5e position par les Cavaliers de Cleveland lors de la draft 2019.
Avec l'arrivée de J. B. Bickerstaff sur le banc des Cavaliers, conjuguée aux blessures de Collin Sexton et de Ricky Rubio, Garland joue un rôle moteur essentiel au sein de l'effectif, enchaînant les bonnes prestations. Le 12 janvier 2022, il réalise le premier triple-double de sa carrière face au Jazz de l'Utah (11 points, 10 rebonds et 15 passes). Auteur d'une très bonne saison Garland enregistre des records en carrière en termes de points (19,8), de rebonds (3,3), de passes décisives (8,2, septième meilleur de la NBA), d'interceptions (1,23), de minutes (34,7), de pourcentage au tir (46,7 %) et de pourcentage de lancers francs (90,7 %, cinquième meilleur de la NBA) en 44 apparitions (tous titulaire) cette saison. Garland compte huit matchs d’au moins 20 points et 10 passes décisives (troisième plus grand nombre à l’Est) et ses 16 double-doubles sont plus de deux fois plus nombreux que ses deux premières saisons NBA combinées (sept).
Garland, le joueur de la semaine de la conférence Est de la NBA du 10 au 16 janvier, a rejoint LeBron James en tant que seul joueur des Cavaliers au cours des 20 dernières saisons à avoir cinq matchs consécutifs à au moins 10 passes décisives (du 15 au 24 janvier). De plus, il est devenu le quatrième plus jeune joueur de l’histoire des Cavaliers à inscrire un triple-double lors d’une victoire à Utah le 12 janvier (LeBron James, Brad Daugherty, Kyrie Irving) et seulement le troisième joueur de l’histoire de la NBA à avoir un match d’au moins 27 points, 18 passes décisives et cinq rebonds avant l’âge de 22 ans lors de la victoire de Cleveland à Oklahoma City le 15 janvier (Trae Young, Luka Dončić). Il est sélectionné au All-Star Game pour la première fois de sa carrière en février.

## Palmarès

### Distinctions personnelles
- 2 sélections au NBA All-Star Game en 2022 et en 2025.
- Vainqueur du skill challenge lors du All-Star week-end en 2022

## Statistiques

### Universitaires
| Saison    | Équipe     | Matchs | Titul. | Min./m | % Tir | % 3pts | % LF | Rbds/m. | Pass/m. | Int/m. | Ctr/m. | Pts/m. |
| --------- | ---------- | ------ | ------ | ------ | ----- | ------ | ---- | ------- | ------- | ------ | ------ | ------ |
| 2018-2019 | Vanderbilt | 5      | 5      | 27,8   | 53,7  | 47,8   | 75,0 | 3,80    | 2,60    | 0,80   | 0,40   | 16,20  |
| Carrière  | Carrière   | 5      | 5      | 27,8   | 53,7  | 47,8   | 75,0 | 3,80    | 2,60    | 0,80   | 0,40   | 16,20  |

### Professionnelles

#### Saison régulière
| Saison        | Équipe        | Matchs | Titul. | Min./m | % Tir | % 3pts | % LF | Rbds/m. | Pass/m. | Int/m. | Ctr/m. | Pts/m. |
| ------------- | ------------- | ------ | ------ | ------ | ----- | ------ | ---- | ------- | ------- | ------ | ------ | ------ |
| 2019-2020     | Cleveland     | 59     | 59     | 30,9   | 40,1  | 35,5   | 87,5 | 1,88    | 3,88    | 0,71   | 0,07   | 12,34  |
| 2020-2021     | Cleveland     | 54     | 50     | 33,1   | 45,1  | 39,5   | 84,8 | 2,39    | 6,09    | 1,22   | 0,11   | 17,43  |
| 2021-2022     | Cleveland     | 68     | 68     | 35,7   | 46,2  | 38,3   | 89,2 | 3,29    | 8,57    | 1,31   | 0,10   | 21,66  |
| 2022-2023     | Cleveland     | 69     | 69     | 35,5   | 46,2  | 41,0   | 86,3 | 2,68    | 7,80    | 1,23   | 0,13   | 21,59  |
| 2023-2024     | Cleveland     | 57     | 57     | 33,3   | 44,6  | 37,1   | 83,4 | 2,67    | 6,54    | 1,30   | 0,12   | 18,04  |
| 2024-2025     | Cleveland     | 75     | 75     | 30,7   | 47,2  | 40,1   | 87,8 | 2,90    | 6,70    | 1,20   | 0,10   | 20,60  |
| Carrière      | Carrière      | 382    | 378    | 33,2   | 45,3  | 38,8   | 86,7 | 2,61    | 6,68    | 1,16   | 0,11   | 18,90  |
| All-Star Game | All-Star Game | 2      | 0      | 15,1   | 43,8  | 50,0   | -    | 0,50    | 3,00    | 2,00   | 0,00   | 9,50   |

#### Playoffs
| Saison   | Équipe    | Matchs | Titul. | Min./m | % Tir | % 3pts | % LF | Rbds/m. | Pass/m. | Int/m. | Ctr/m. | Pts/m. |
| -------- | --------- | ------ | ------ | ------ | ----- | ------ | ---- | ------- | ------- | ------ | ------ | ------ |
| 2023     | Cleveland | 5      | 5      | 37,7   | 43,8  | 38,7   | 84,0 | 1,80    | 5,00    | 1,60   | 0,20   | 20,60  |
| 2024     | Cleveland | 12     | 12     | 36,0   | 42,7  | 35,2   | 81,0 | 3,58    | 5,75    | 1,08   | 0,17   | 15,67  |
| Carrière | Carrière  | 17     | 17     | 36,5   | 43,0  | 36,3   | 82,6 | 3,06    | 5,53    | 1,24   | 0,18   | 17,12  |

## Records sur une rencontre en NBA
Les records personnels de Darius Garland en NBA sont les suivants, :
| Type de statistique        | Saison régulière | Saison régulière          | Saison régulière | Playoffs | Playoffs             | Playoffs      |
| Type de statistique        | Record           | Adversaire                | Date             | Record   | Adversaire           | Date          |
| -------------------------- | ---------------- | ------------------------- | ---------------- | -------- | -------------------- | ------------- |
| Points                     | 51               | Timberwolves du Minnesota | 13 novembre 2022 | 32       | Knicks de New York   | 18 avril 2023 |
| Paniers marqués            | 16               | 2 fois                    | 2 fois           | 12       | Celtics de Boston    | 13 mai 2024   |
| Paniers tentés             | 31               | Timberwolves du Minnesota | 13 novembre 2022 | 27       | Celtics de Boston    | 13 mai 2024   |
| Paniers à 3 points réussis | 10               | Timberwolves du Minnesota | 13 novembre 2022 | 6        | Knicks de New York   | 18 avril 2023 |
| Paniers à 3 points tentés  | 15               | Timberwolves du Minnesota | 13 novembre 2022 | 13       | Celtics de Boston    | 13 mai 2024   |
| Lancers francs réussis     | 15               | @ Heat de Miami           | 11 mars 2022     | 10       | Knicks de New York   | 18 avril 2023 |
| Lancers francs tentés      | 16               | @ Heat de Miami           | 11 mars 2022     | 11       | Knicks de New York   | 18 avril 2023 |
| Rebonds offensifs          | 4                | @ Pacers de l'Indiana     | 18 mars 2024     | 1        | Magic d'Orlando      | 30 avril 2024 |
| Rebonds défensifs          | 10               | @ Jazz de l'Utah          | 12 janvier 2022  | 7        | 2 fois               | 2 fois        |
| Rebonds totaux             | 10               | @ Jazz de l'Utah          | 12 janvier 2022  | 7        | 2 fois               | 2 fois        |
| Passes décisives           | 19               | @ 76ers de Philadelphie   | 4 mars 2022      | 10       | @ Knicks de New York | 23 avril 2023 |
| Interceptions              | 5                | 4 fois                    | 4 fois           | 4        | 2 fois               | 2 fois        |
| Contres                    | 2                | 2 fois                    | 2 fois           | 1        | 3 fois               | 3 fois        |
| Balles perdues             | 8                | 8 fois                    | 8 fois           | 6        | Knicks de New York   | 26 avril 2023 |
| Minutes jouées             | 48               | Hornets de Charlotte      | 18 novembre 2022 | 44       | @ Celtics de Boston  | 15 mai 2024   |

- Double-double : 67 (dont 1 en playoffs)
- Triple-double : 1

Dernière mise à jour : 11 mars 2025

## Salaires
| Saison      | Équipe                 | Salaire      |
| ----------- | ---------------------- | ------------ |
| 2019-2020   | Cavaliers de Cleveland | 6 400 920 $  |
| 2020-2021   | Cavaliers de Cleveland | 6 720 720 $  |
| 2021-2022   | Cavaliers de Cleveland | 7 040 880 $  |
| 2022-2023   | Cavaliers de Cleveland | 8 920 795 $  |
| Total Gains | Total Gains            | 29 083 315 $ |
| 2023-2024   | Cavaliers de Cleveland | 34 005 250 $ |
| 2024-2025   | Cavaliers de Cleveland | 36 725 670 $ |
| 2025-2026   | Cavaliers de Cleveland | 39 446 090 $ |
| 2026-2027   | Cavaliers de Cleveland | 42 166 510 $ |
| 2027-2028   | Cavaliers de Cleveland | 44 886 930 $ |

## Vie privée
Il est le fils de Winston Garland, ancien joueur NBA.